# Rūaumoko
Rūaumoko (également connu sous le nom de Rūamoko) est le dieu des tremblements de terre, des volcans et des saisons dans la mythologie maorie. Il est le plus jeune fils de Ranginui (le ciel père) et de Papatūānuku (la terre mère), communément appelés Rangi et Papa. Pour se venger du comportement de ses frères alors qu'il était encore un nourrisson, il a fait trembler le monde de l'intérieur en créant des tremblements de terre et des volcans.
Dans certaines traditions, Rūaumoko crée le champ volcanique d'Auckland aux côtés de son frère Mataaho, en représailles d'une guerre entre deux tribus rivales de patupaiarehe.

## Rūaumoko dans le Mythe créateurte Arawa
Dans le mythe de la création maori te Arawa, Rūaumoko est le fils de Ranginui et Papatūānuku (dits Rangi et Papa), respectivement le ciel père et la terre mère, qui ont l'habitude de s'allonger dans une étreinte étroite tandis que leurs nombreux enfants vivent dans les ténèbres entre eux.
| Image externe | |
|               | Lien vers l'œuvre Te wehenga o Rangi rāua ko Papa, par Cliff Whiting, un artiste d'origines Te Whānau-ā-Apanui. Les personnages sont, de gauche à droite : Tangaroa, dieu de la mer, Haumia, dieu des aliments non cultivés, Rongo, dieu des aliments cultivés, Tūmatauenga, dieu de la guerre et des humains, Tāne, dieu de la forêt, et Tāwhirimātea, dieu du vent. Tāne est en train de séparer Rangi et Papa. Pour des questions de droit d'auteur, sa reproduction n'est pas autorisée sur Wikipédia. |

Après que Rangi et Papa sont séparés par Tāne, Rangi est projeté vers les cieux, pleure et ses larmes inondaient la terre. Pour arrêter cela, Tāne pense qu'il serait judicieux qu'ils ne se regardent pas souffrir mutuellement et retourne sa mère face à Rarohenga (le monde souterrain des Maoris). Rūaumoko, dernier né de la fratrie, est cependant encore en train de têter le sein de sa mère, et est transporté dans le monde d'en bas,. Ses frères (ou Tama-kaka) lui donnent le feu pour le réchauffer ainsi qu'à sa mère, et ses mouvements sous la terre provoquent des tremblements de terre et des volcans,,,. Rūaumoko tire sur les cordes qui contrôlent la terre, provoquant l'effet chatoyant de l'air chaud, appelé haka de Tane-rore, et dans certaines versions, des tremblements de terre,.
Selon certaines versions, c'est par colère et pour se venger de ses frères, que Rūaumoko fait trembler le monde de l'intérieur en créant des tremblements de terre et des volcans. Une autre version raconte qu'il reste dans le ventre de Papa, certaines variantes affirmant que c'était pour tenir compagnie à Papa après sa séparation d'avec Rangi. Dans ces versions, ses mouvements dans l'utérus provoquent des tremblements de terre.
Quoi qu'il en soit, les tremblements de terre provoqués par Rūaumoko sont à leur tour responsables du changement des saisons. Selon la période de l'année, les tremblements de terre provoquent la remontée de la chaleur ou du froid de Papa à la surface de la terre, ce qui entraîne le réchauffement ou le refroidissement de la Terre,.

## Mythe de Mataaho

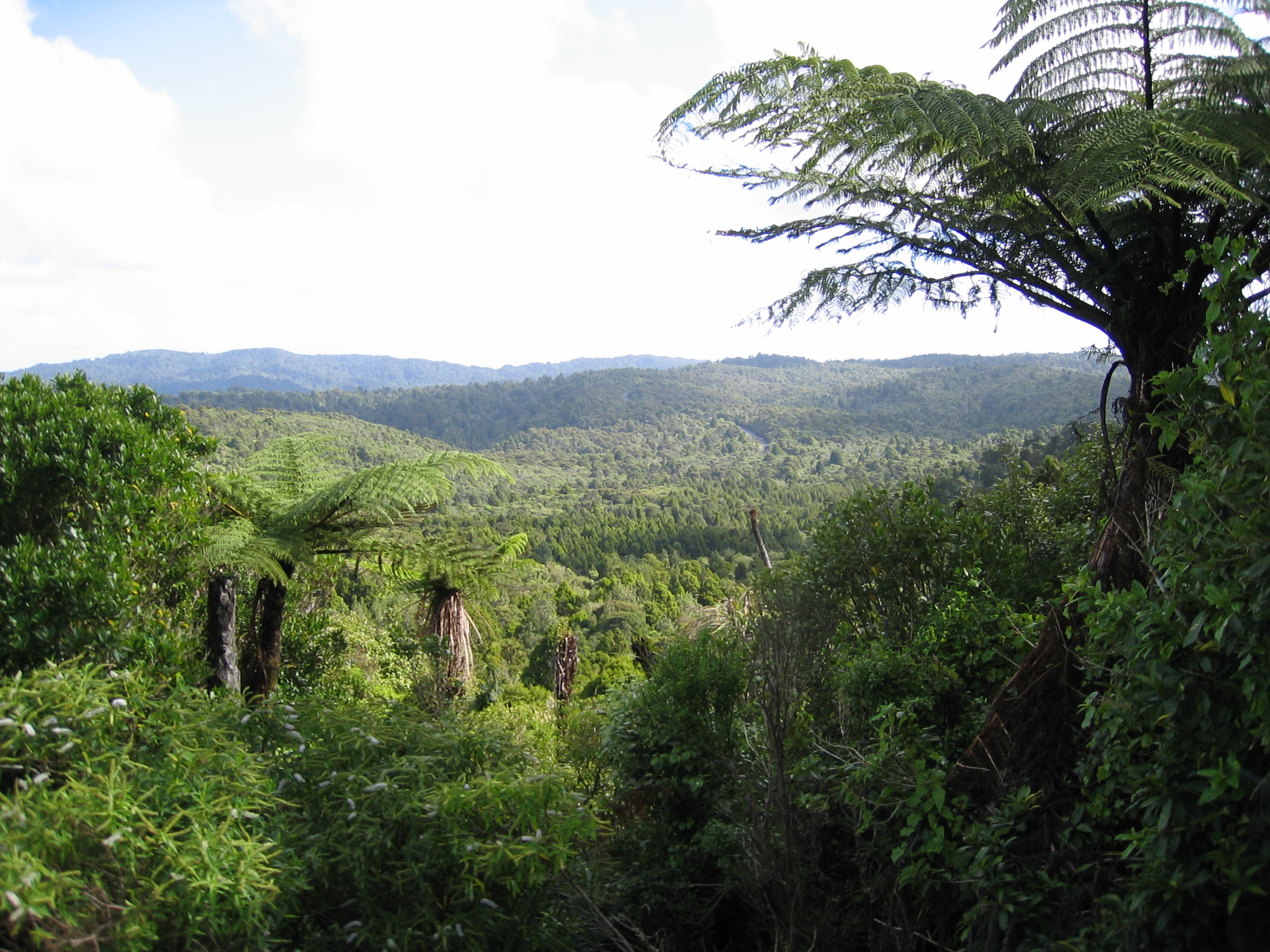
Les chaînes Waitakere.

Selon la légende des Māori Tāmaki (en), le territoire situé entre les chaînes Waitakere et Hunua (en), Tāmaki, est dans les temps anciens très plat, sans volcans, et aucun humain ne vit là : seulement les Patupaiarehe. Ceux-ci sont quelque peu belliqueux et deux iwi (tribus) se tiennent éloignées l'une de l'autre, chacune dans sa chaîne de montagnes,.
Cependant, lors des nuits très sombres, les jeunes hommes des deux iwi jouent à un jeu appelé « course dans l'obscurité », qui consiste à sortir furtivement de leur maison pour ramener une preuve d'avoir atteint le territoire de l'autre iwi. Hui, l'un des fils de Waitakere, échoue à ramener sa preuve et devient la risée de sa tribu ; la fois suivante, il ne revient pas, inquiétant le reste de sa tribu. Alors que le chef de la tribu est sur le point de lancer une attaque contre la tribu ennemie, Hui rentre à Waitakere avec une jeune fille de Hunua, Wairere, et annonce qu'elle est sa preuve — et sa fiancée,.
Mais tandis qu'elle est bien accueillie par les Waitakere, le Hunua sont furieux de savoir l'une des leurs dans le camp d'en face et lui déclare la guerre. En représailles, le grand prêtre de Waitakere puisa à plusieurs reprises de la magie cachée dans les profondeurs de la terre des montagnes pour lancer des sorts de plus en plus dévastateurs, jusqu'à tuer la totalité des Hunua,.
C'est alors que la terre de Tāmaki se met à trembler et un grand orifice se forme, dans lequel le grand prêtre tombe. D'énormes rochers sont projetés en l'air et Mataaho, le gardien des secrets cachés dans la terre, en sort, très en colère. Il réveille son frère Rūaumoko, gardien des tremblements de terre et des volcans, et lui raconte ce qu'a fait le grand prêtre. Dans la foulée, Rūaumoko enrage à son tour et fait fondre le grand prêtre dans la terre et, avec l'aide de son frère, crée des nuées noires cachant le soleil et continuent de lancer des rochers en l'air, tandis que les Patupaiarehe fuient,.

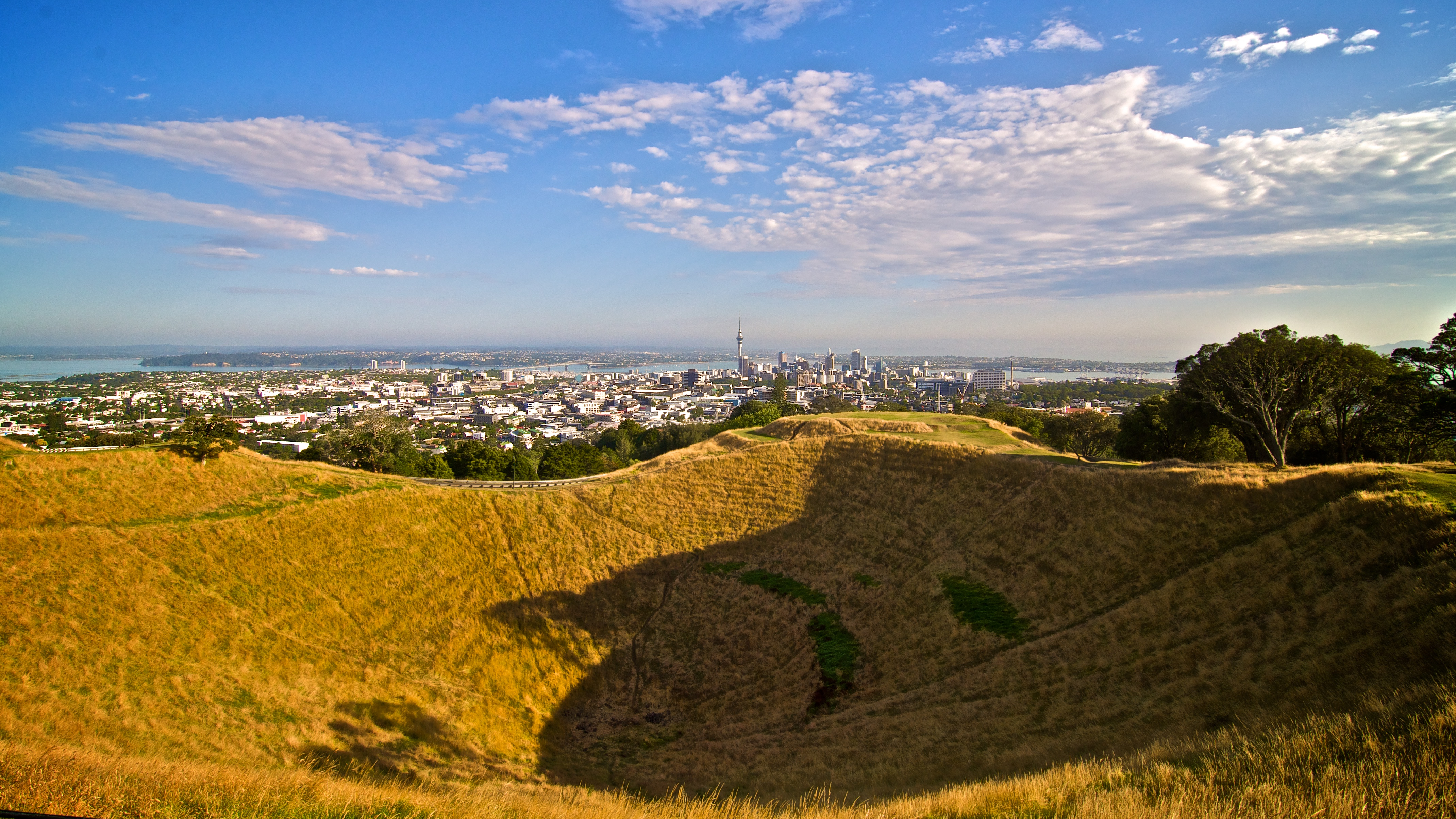
Te Kapua Kai a Mataaho (« La ville alimentaire de Mataaho »), où des cérémonies ont été organisées par les pour apaiser Mataaho.

Devenus vieux, Wairere et Hui sont les derniers Patupaiarehe en vie. La légende veut que les montagnes de Mataaho, sous lesquelles gisent Wairere et Hui, sont visibles depuis l'actuelle ville d'Auckland, en Nouvelle-Zélande, dans le champ volcanique d'Auckland,.

## Postérité
Des cérémonies ont été organisées par les Māori Tāmaki (en) dans le cratère du Maungawhau/Mont Eden, afin d'apaiser Mataaho et de l'empêcher de libérer des forces volcaniques.
Ruaumoko Patera, nommé d'après ce dieu, est l'un des nombreux paterae (cratères peu profonds) sur Io, l'une des lunes de Jupiter.